# Formangueires
Formangueires is een dorpskern van de Zwitserse gemeente La Sonnaz. De andere kernen zijn Cormagens, Lossy en La Corbaz. Tot 1982 was het een zelfstandige gemeente die in dat jaar een fusie aanging met de gemeente Lossy onder de naam Lossy-Formangueires. Beide gemeentes hadden al een gemeenschappelijke administratie sinds 1834. In 2004 volgde de fusie van deze gemeente met La Corbaz en Cormagens tot La Sonnaz.
Het dorpje bestaat uit enkele boerderijen aangevuld met woonhuizen van mensen die voornamelijk in kanton Fribourg werken. De voornaamste economische activiteit in de gemeente is land- en bosbouw.
Door het gebied stroomt het riviertje Sonnaz en loopt de spoorlijn Fribourg-Murten.
De vermelding van de plaats in een oorkonde was in 1294 als Villa Fromondeiri en Fromendeire. Later was er sprake van Fromenderie (1363) en Fromendeyri (1431). De naam is van het Latijnse woord frumentum (NL: graan) afgeleid.